# پلوژاتس
پلوژاتس (به صربی: Plužac) یک منطقهٔ مسکونی در صربستان است که در اوبرنوواتس واقع شده‌است.